# Vitance
Vitance es un pueblo ubicado en la municipalidad de Despotovac, en el distrito de Pomoravlje, Serbia.

## Superficie
Posee una superficie de 11,09 kilómetros cuadrados.

## Demografía
Hasta 2011 la población era de 689 habitantes, con una densidad de población de 62,13 habitantes por kilómetro cuadrado.